# Leiomitra capillata
Leiomitra capillata là một loài rêu trong họ Trichocoleaceae. Loài này được Lindb. mô tả khoa học đầu tiên năm 1875.
Danh pháp khoa học của loài này chưa được làm sáng tỏ. 